# L'ultimo giurato
L'ultimo giurato (The Last Juror) è un romanzo di John Grisham, pubblicato nel 2004. La storia è raccontata in prima persona al tempo passato dal protagonista, un giovane giornalista che si trasferisce in un piccolo paese del Mississippi per dirigere il giornale locale di cui è divenuto proprietario. Il caso principale di cui si occuperà è un omicidio.

## Trama
Nel 1970 William Traynor, appena uscito dal college, arriva a Clanton, Mississippi, dopo aver acquistato il giornale locale, il Ford County Times. Poco dopo il suo arrivo Danny Padgitt viene arrestato per l'omicidio di Rhoda Kassellaw, avvenente giovane vedova, madre di due figli piccoli. L'omicidio è agghiacciante, prima l'intrusione in casa, lo stupro, sorpreso dai due piccoli ed infine le coltellate alla povera madre. Prima di morire la donna riesce a trascinarsi presso l'abitazione di un vicino e mormorare il nome dell'omicida. Questi fa parte di una famiglia malavitosa e molto potente, che tutto farà per provare l'innocenza del figlio. Il colpevole, infatti, subisce un processo e, nonostante la strenua difesa della famiglia e del suo avvocato senza scrupoli, Avv. Lucien Wilbanks, viene condannato dalla giuria all'ergastolo riuscendo pertanto ad evitare la pena di morte. Poco prima della condanna, Padgitt giura di vendicarsi di tutti i giurati.
Nel frattempo, William diviene amico di uno dei membri della giuria, Callie, anziana Signora di colore, madre di 8 figli, 7 dei quali laureati, assolutamente avanti rispetto alla chiusa mentalità del luogo, dove i bianchi erano ancora i padroni ed i neri gli schiavi. Con la Signora il protagonista instaurerà una profonda amicizia e prenderà l'abitudine di andare a pranzo da lei tutti i giovedì, a mangiare i pesanti e gustosi piatti della cucina del Mississippi, di cui Callie è un'esperta cuoca. Durante questi incontri i due parlano di tutto, ma soprattutto di religione, lei essendo devotissima e preoccupata per l'anima del protagonista, agnostico.
Con grande fatica ed impegno William, lavorando duramente al suo giornale, riesce a migliorarlo e ad aumentare grandemente il numero di copie vendute; il giornale diventa una sorta di megafono per le idee del protagonista, che nelle pagine del settimanale parla liberamente di tutto quello che trova giusto, le battaglie a favore dei neri, le battaglie contro la corruzione dell'epoca nelle istituzioni, e soprattutto una coraggiosa sfida contro l'ingiustizia della ‘blanda’ condanna di Danny Padgitt e di ogni tentativo successivo per farlo uscire, nonostante le continue minacce della pericolosa famiglia dell'assassino.
Così facendo riesce nel tempo a conoscere meglio il paesino di Clanton e a farsi accettare dai chiusi compaesani, attirandosi simpatie ma anche critiche per le sue idee espresse nel giornale. Dopo nove anni di carcere, Padgitt viene liberato per buona condotta. Subito dopo due giurati vengono uccisi ed un terzo scampa ad una bomba. La città è in delirio, spaventatissima, e più di tutti i giurati, che si chiedono chi sarà il prossimo. Il sospetto cade subito su Padgitt, che viene arrestato.  Durante la prima udienza, però, lo stesso viene ucciso da un colpo di fucile. Si scopre quindi che l'assassino è un vecchio avvocato impazzito, che aveva partecipato ala prima udienza contro Padgit cercando di farlo condannare a morte. Non essendoci riuscito, questi aveva lentamente perso la testa, nel desiderio di vendicare la vittima, con cui aveva avuto una relazione, uccidendo tutti quei giurati che avevano votato contro la pena di morte. Callie, oramai più anziana, muore, anche per la tensione dovuta all'uccisione dei giurati.
William per la morte dell'amica e non riuscendo da un po' ad identificarsi con la cittadina e con i cambiamenti che l'epoca moderna vi stava compiendo, dopo aver venduto il giornale per più di un milione di dollari, abbandona il paese.

## Personaggi

### Personaggi principali
- William Traynor: protagonista
- Danny Padgitt: membro di una famiglia malavitosa, accusato per l'omicidio di Rhoda Kassellaw
- Calia "Callie" Ruffin: membro della giuria e amica di William
- Harry Rex: avvocato e amico di William
- Lucien Wilbanks: avvocato della famiglia Padgitt

### Personaggi secondari
- William "Spot" Caudle: ex proprietario del Times
- Bee Bee: nonna di William e sua finanziatrice
- Rhoda Kassellaw: vittima dell'omicidio
- Wiley Meek: fotografo del Times
- Davey "Linguaccia" Bass: giornalista del Times
- Baggy Suggs: giornalista del Times
- Loopus: giudice
- Ernie Gaddis: avvocato della pubblica accusa
- Esaù Ruffin: marito di Callie
- Sam Ruffin: figlio minore di Callie
- Lenny Fargarson, Mo Teale, Maxine Root, Earl Youry: giurati

## Edizioni
- John Grisham, L'ultimo giurato, traduzione di Tullio Dobner, collana I Miti, Arnoldo Mondadori Editore, giugno 2005,  pp. 437, cap. 44, ISBN 88-04-54546-1.